# 阿尔卡拉门

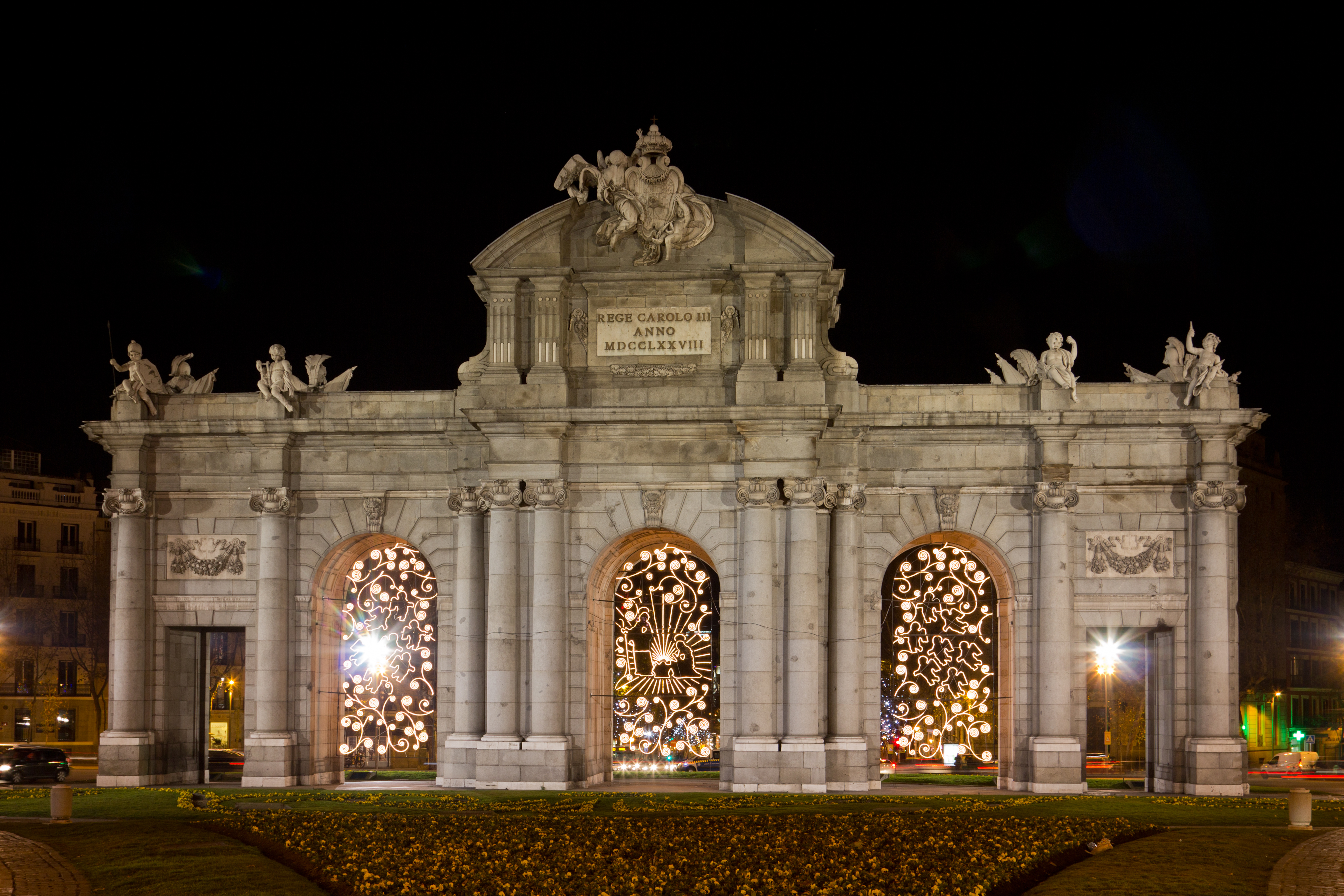
阿尔卡拉门

阿尔卡拉门（Puerta de Alcalá）是西班牙马德里的一座新古典主义建筑，位于独立广场。它靠近市中心，距离丽池公园的正门只有数米之遥。阿尔卡拉街（Calle de Alcalá）穿过广场，但是并不穿过阿尔卡拉门。阿方索十二世街和塞拉诺街呈南北向穿越。其名称来源于从马德里到附近城市埃纳雷斯堡（Alcalá de Henares）的老路。
18世纪后期，由中世纪城墙环绕的马德里外观仍有些单调。大约在1774年，卡洛斯三世任命弗朗切斯科·萨巴蒂尼重建一座新的城门，取代位于附近较小的老城门。1778年正式开幕。

## 有关事件
- 1823年，阿尔卡拉门被炮弹损伤，痕迹今天仍可看到。
- 1921年3月8日20时20分，首相爱德华多·达托在从国会开车返家途中，经过独立广场时，遭暗杀身亡。
- 阿尔卡拉街曾是牲畜的季节性迁移的特定路线，羊群定期通过阿尔卡拉门。这种做法目前废弃。
- 2001年5月到6月，马德里被命名为世界书都后，阿尔卡拉门周围增加了一些花园。
- 2010年MTV歐洲音樂大獎期間，這裡曾用來舉行演唱會。